# Gastone Brilli-Peri
Il Conte Gastone Brilli-Peri (Firenze, 24 marzo 1893 – Tripoli, 22 marzo 1930) è stato un ciclista su strada, pilota motociclistico e pilota automobilistico italiano.

## Biografia
(Benedetto Croce)
Gastone Brilli-Peri era figlio del conte Alessandro Brilli-Peri e della marchesa Elisa Alli Maccarani (suo nonno era, pertanto, il deputato Claudio Alli Maccarani, residenti a Firenze in un palazzo signorile in via Guelfa 69. Come molte famiglie nobili fiorentine, possedevano anche una serie di proprietà in campagna e più precisamente a Montevarchi in località Giglio, zona Acquamorta, in quella che è via Soldani, ché poi i Brilli Peri, originari di Montevarchi, si erano inurbati in Firenze proprio da lì. Non è strano dunque che Gastone preferisse Montevarchi a Firenze come dimostrano anche i certificati anagrafici che lo vedono residente in Montevarchi fino al 10 novembre 1909 anche se, essendo lui fiorentino, non è stato possibile stabilire quando vi prese la residenza.
Disputò la sua prima gara agli inizi del 1907 quando aveva solo 14 anni. Era però una corsa ciclistica. Scrive nel suo diario: «eravamo quasi tutti ragazzi della Provincia di Arezzo, fanatici e scavezzacolli dello stesso stampo. A San Giustino mi si rompe la forcella; mi trovo in terra con la testa e un ginocchio rotti. Minaccia di commozione cerebrale; dieci punti di sutura. Ma mio padre mi ha fabbricato bene; la Domenica successiva, tutto fasciato e infagottato corro e vinco una corsa a Mercatale Valdarno».
Nel 1908, vinse un'altra gara a Firenze intitolata all'aviatore Charles Van Den Born il cui primo premio era, ovviamente, un tour in aereo sulla città con decollo da Campo di Marte. Gara dopo gara, nel 1911, arrivò la vittoria nel campionato toscano e relativo piazzamento a quello italiano. In senso ciclistico Brilli Peri era un velocista: debole in salita ma micidiale nelle volate.
La passione per la bicicletta comunque passò presto quando, nel 1912, comprò la sua prima moto, una Della Ferrera . L'anno dopo si iscrisse al Moto Club d'Italia con licenza di gareggiare e infatti nel 1914 partecipò al Giro del Trasimeno e al Giro Umbro-Toscano per poi vincere il 1º Giro motociclistico d'Italia. Durante la prima guerra mondiale fu assegnato al 69º Reggimento Fanteria e, naturalmente, impiegato come motociclista addetto all'Ufficio Stampa del Comando Supremo.
A guerra finita tornò a correre e, durante una gara al Foro Boario, avvenne la svolta della sua carriera come racconta lui stesso: «ma il più grave rischio l'ho corso [...] nella pista del Foro Boario a Padova, durante lo svolgimento di una gara motociclistica di beneficenza a favore delle famiglie dei caduti. Uno scoppio di gomma, mentre abbordavo alla massima velocità una curva sopraelevata; un ruzzolone semplicemente fantastico; più di due mesi all'ospedale e ... cambiamento dei connotati. Rotto il naso, rotta la mandibola, perduti sei denti: ecco il passivo del mio bilancio. All'attivo pongo una neo plastica brillantemente eseguita, ma che mi ha reso per sempre irriconoscibile a me stesso. Quella caduta mi decise a... continuare a correre ancor più forte, passando dalla motocicletta alla automobile».

## Pilota e asso del volante

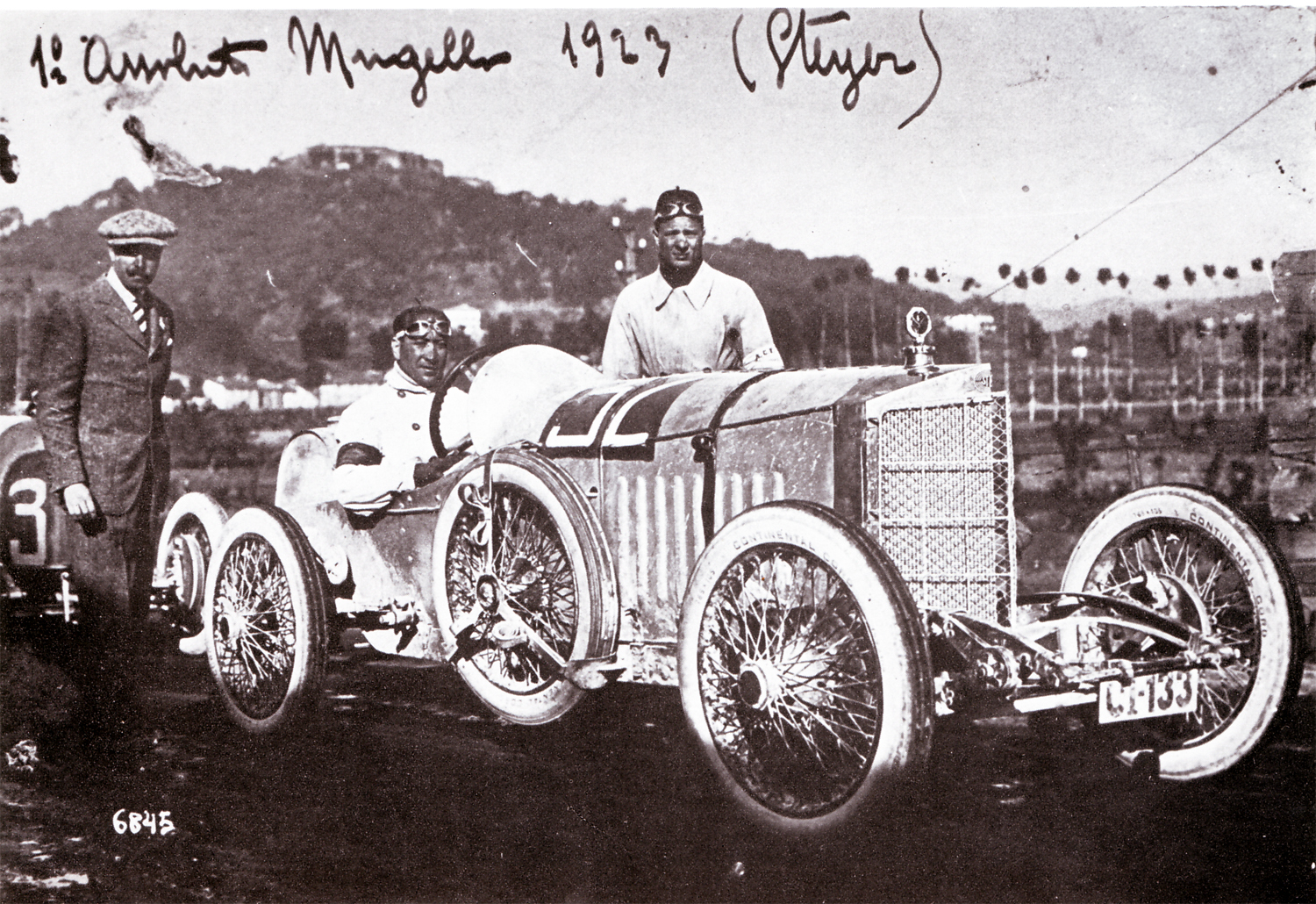
Brilli Peri vincitore al circuito del Mugello, il 10 giugno 1923, a bordo di una Steyr VI Klausen Sport

Con le auto da corsa, per la verità, aveva già avuto a che fare nel 1914 quando, nel circuito del Mugello, aveva fatto da meccanico al conte San Giorgio. L'esordio da pilota fu però nel 1920 in una classica di allora, la Parma-Poggio Berceto, dove, al volante di un'Aquila Italiana, si classificò terzo.
Il 2 aprile 1922 prese parte alla XIII edizione della Targa Florio ma fu costretto al ritiro per un grave incidente con cappottamento dell'auto di oltre undici quintali e lui sotto. Fu Antonio Ascari a trasportarlo all'ospedale. Con ancora i postumi dell'incidente addosso, sempre nel 1922, tornò a vincere la Parma-Berceto e al Mugello più buoni piazzamenti alla gara della Consuma e al Gran Premio d'Autunno a Monza.
Riprovò con la Targa Florio il 15 aprile dell'anno dopo, con una Steyr, ma fu costretto di nuovo al ritiro. Tuttavia, come da copione, rivinse la Parma-Poggio Berceto, coprendo il percorso con il tempo record di 35' e 24", e in maggio rivinse anche il Premio del Mugello malgrado, durante la gara, avesse cambiato ben dodici gomme. E non era finita qui. In agosto partecipò alla terza edizione del Circuito del Montenero nella categoria sport-classe 3000, classificandosi primo con il tempo di 2.4,9'1" alla media di 64,274 km orari facendo suo anche il giro più veloce in 18'13" alla media di 74,108 km orari.
Sempre su Steyr, il 27 aprile 1924, era al via della XV edizione della Targa Florio alla quale, per la prima volta, era abbinata la Coppa Florio. Stavolta nessun ritiro anche se il risultato finale fu piuttosto deludente: 11º alla Targa Florio e 10º alla Coppa Florio.
Nel 1925 vinse la Coppa della Perugina e prese parte anche al Gran Premio di Spa, in Belgio, ma senza grande successo. Lui però non si scoraggiò e il 26 luglio era regolarmente al via del Gran Premio di Francia dove morì Antonio Ascari che si schiantò con l'Alfa Romeo P2. E proprio in seguito a questa tragedia la scuderia decise di ingaggiare Brilli Peri come sostituto di Ascari. Una fatalità che gli valse la gloria.

## Con l'Alfa Romeo campione del mondo

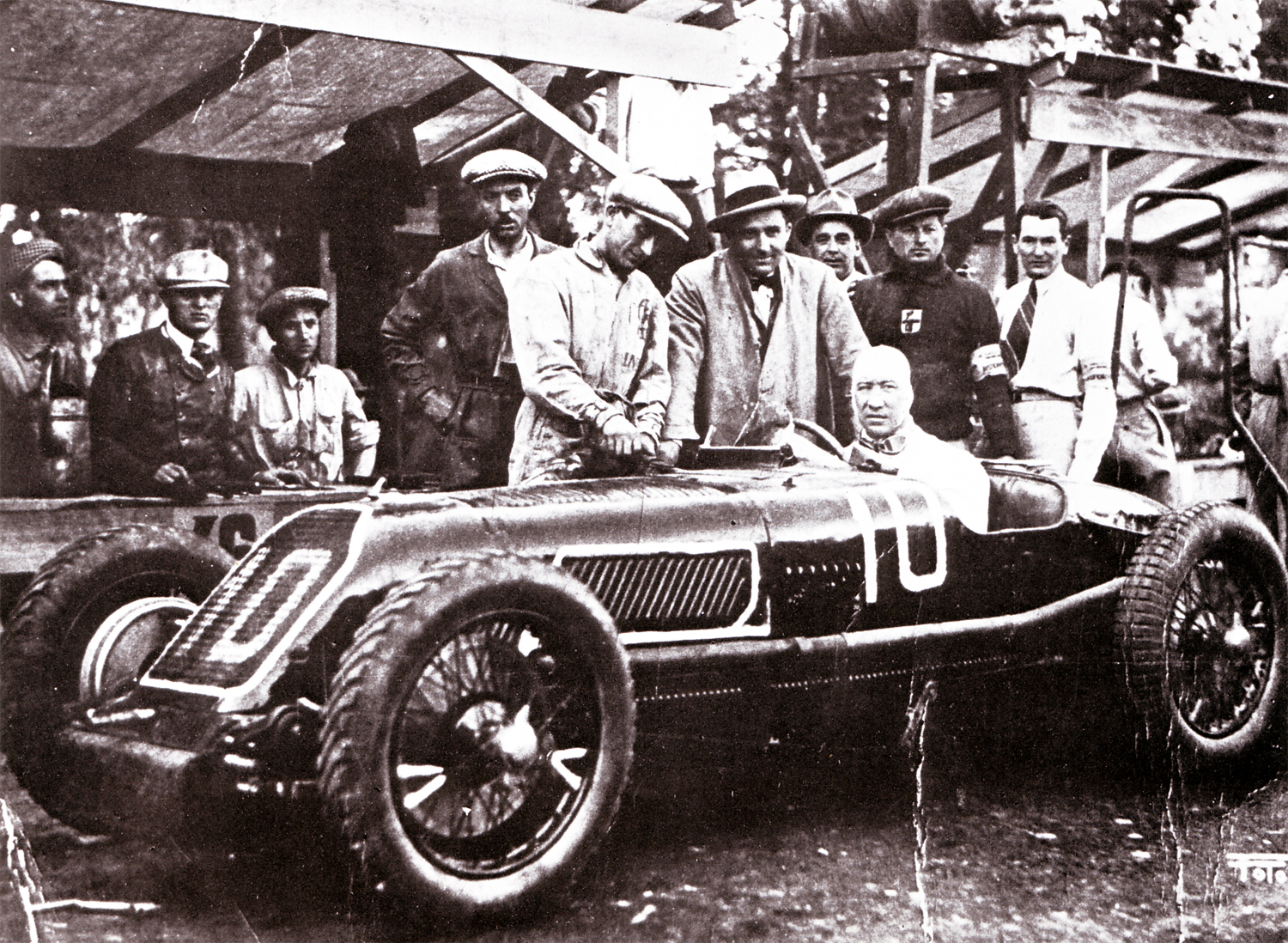
Il conte Brilli Peri su Talbot Darracq 700

Alla vigilia del Gran Premio d'Italia, Milano era invasa da una folla di appassionati e semplici curiosi e gli hotel di Milano erano tutti esauriti. Al gran premio avrebbero assistito il principe ereditario Umberto e la principessa Jolanda. Perfino Gabriele D'Annunzio aveva annunciato la sua presenza con un telegramma agli organizzatori: «Mi metto al servizio della Dea Rapidità e sono certo della vittoria».
Monza era l'ultima gara del Campionato del Mondo Costruttori (il primo mai organizzato) e le previsioni erano tutt'altro che favorevoli per gli italiani. Americani e francesi schieravano i loro migliori piloti e i tempi segnati da Kreys in prova non promettevano niente di buono. Come ricorda anche Brilli Peri: «Sentivo quel giorno, per la grande battaglia Italo-Americana che dovemmo affrontare senza Antonio Ascari, grande capitano scomparso, sentivo la mia volontà di vittoria divenuta incrollabile. I bookmakers mi pagavano sino a venti. Ma io avevo fede cieca nella imbattibilità dell'Alfa-Romeo, nella mia forza fisica e morale. Pensavo ad Ascari, a Sivocci, a tutti i nostri morti; e sentivo che essi mi comandavano di vincere. Che importava osare, cedere ancora una volta, rischiare la pelle! Si trattava di assicurare all'Italia il campionato del mondo ed io la pelle l'avevo arrischiata tante volte per molto meno».

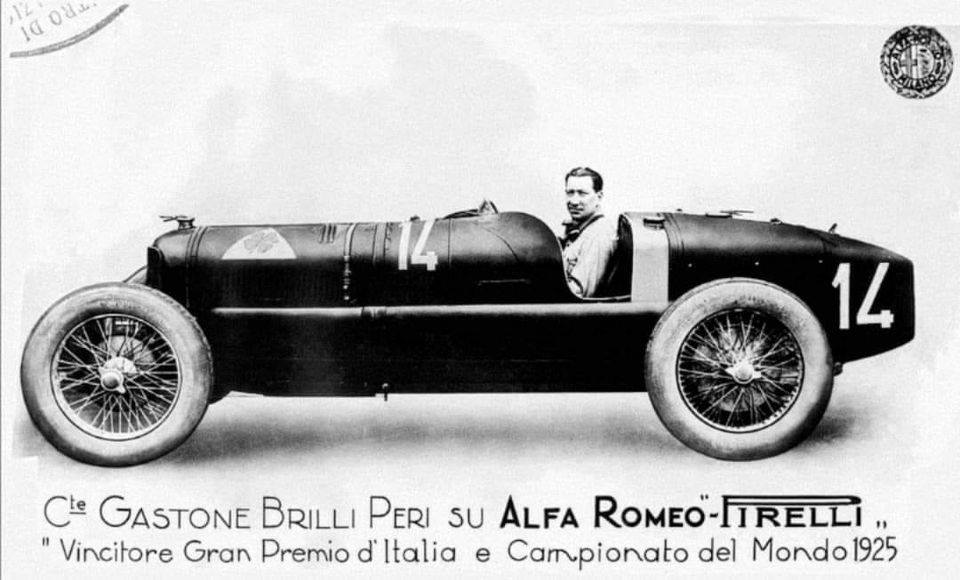
Brilli-Peri, V Gran Premio d'Italia.

Il 6 settembre 1925, sulla griglia di partenza del V Gran Premio d'Italia, Brilli Peri è in terza fila con Santolesi su Chiribiri e Kreys su Duesenberg dietro alle altre Alfa Romeo di Campari e De Paoli. Dopo il via, Campari rimane al comando per tutto il primo giro e poi Kreys con la sua Duesenberg prende la testa che mantiene fino al terzo giro poi alla curva di Lesmo ribalta e, anche se ne esce illeso, la corsa per lui è finita. Le tre Alfa di Brilli Peri, Campari e DePaolo prendono il comando seguite a breve distanza da Milton su Duesenberg che ha in scia Materassi che però, di lì a poco, esce per un guasto meccanico. Al 32º giro Brilli Peri si ferma per fare rifornimento e cambia le due ruote posteriori. Poi è Campari a fermarsi ai box per il rifornimento. Al 35º giro, ripassano ai box contemporaneamente tutte e tre le Alfa Romeo e Milton passa al comando. Ma per poco. Brilli Peri con una progressiva accelerazione dalla terza posizione lo supera e va in testa. Dopo 80 giri di pista per 800 km, Brilli Peri sfreccia sul rettilineo d'arrivo e passa per primo sotto la bandiera a scacchi con un tempo di 5 ore, 14 minuti e 33 secondi. E grazie a questa vittoria l'Alfa Romeo diventa campione del mondo.
Questo l'ordine di arrivo:
- Brilli Peri Gastone su Alfa-Romeo in 5, 14', 33" e 33/100 alla media di 152.596 km/h.
- Campari Giuseppe su Alfa-Romeo in 5, 33', 30" e 19/100 alla media di 143.069 km/h.
- Costantini Bartolomeo su Bugatti in 5, 44', 40" e 91/100 alla media di 139.258 km/h.
- Milton Tommy su Duesenberg in 5, 46', 40" e 46/100.
- DePaolo Pete su Alfa Romeo in 5, 48', 10" e 27/100.

Il giorno dopo scrive il Giornale d'Italia «Brilli Peri ha dimostrato di essere un maestro del volante ed ha saputo degnamente sostituire il suo grande sfortunato predecessore: Ascari. Meno temerario di lui, ha rivelato nella condotta di corsa una calma, una sicurezza di guida, una perfetta percezione della necessità del momento che sono presagio di vittoria avvenire. Che se Brilli Peri avesse voluto, avrebbe potuto aumentare notevolmente la distanza fra la sua e le altre macchine. Questo dominio della volontà che gli ha fatto rinunziare alla ebbrezza di un trionfo più completo, dimostra come egli sia fornito di eminenti qualità sportive».
Aldo Borrelli, in un editoriale dal titolo In margine a Monza, su La Nazione scrive: «Noi siamo particolarmente lieti che la vittoria di Monza non sia stata ghermita dagli uomini più noti al quali sembrava dovesse andare per diritto divino, ma da questo bel gentiluomo fiorentino, da questo grande e buon figliolone delta nostra terra, il quale aveva già sanguinato varie volte sulla strada dominata e dominatrice e perseguiva tuttavia il suo sogno di gloria, benché ad ogni svolta lo attendesse implacabile un nuovo colpo mancino delta sorte. Borbottone e sorridente, impetuoso e cauto, impastato di tutte le nostre strade italiche, osteggiato in una corsa da un motore ironico, in un'altra dal fango, in una terza da una gomma burlona, sacrando e imprecando, egli ha percorso tutto il calvario di una "guigne" stabile più che l'ago di una bussola al Nord. Senza disanimarsi, senza cedere. Sinché ha potuto agguantare la vittoria più alta nella competizione più grande. E l'Alfa di Brilli Peri ha sgominato la Duesenberg di Milton. La genialità della costruzione, saldandosi al valore dell'uomo, ha permesso la creazione di questo primato in un campo che pareva essere precluso agli uomini del vecchio mondo dalle sterminate possibilità tecniche e dalle più vergini energie umane possedute dall'America». E infatti fu l'ultima volta che un team e un pilota statunitense riuscirono a infilarsi tra i grandi dell'automobilismo pre-Formula 1.

## Ulteriori successi e il tragico incidente

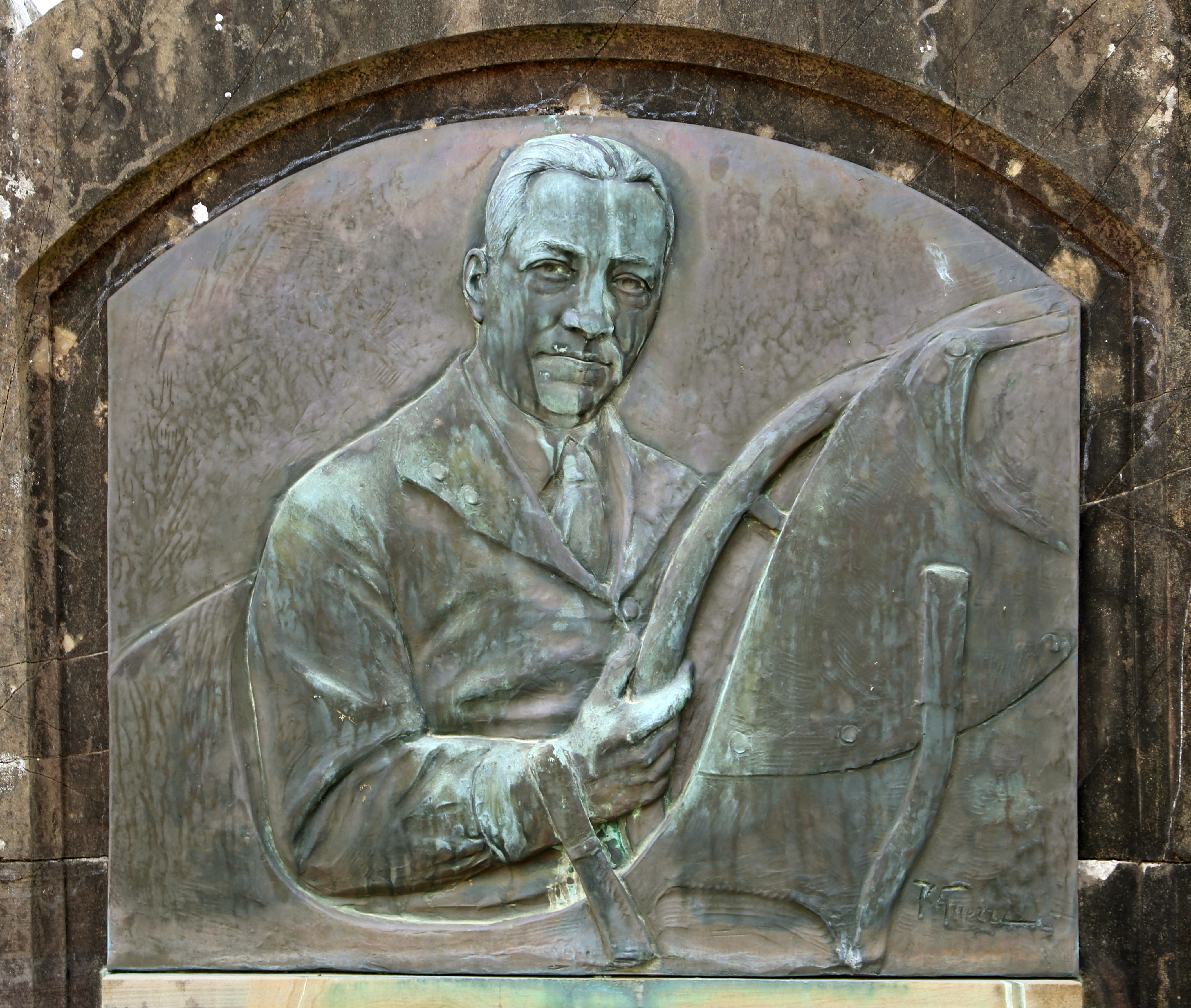
La tomba al cimitero di Trespiano, Firenze

Il 1928 è l'anno dei suoi più grandi successi. Il 10 giugno arriva secondo nel Gran Premio di Roma dietro a Louis Chiron su Bugatti;  ma poi vince a Montenero, a Perugia, a Brescia, alla Collina Pistoiese e alla Consuma, e ancora a Cremona, al Mugello e a Tunisi.
Nel 1929 ottiene un'ulteriore vittoria in terra africana, aggiudicandosi il Gran Premio di Tripoli.
Sembrava insomma che la sua parabola ascendente non dovesse più arrestarsi fino a quando il 22 marzo 1930 «poco dopo le ore 13, mentre in circuito chiuso il corridore Gastone Brilli Peri provava il percorso della gara, giunto in località Suk El Giuma, a 5 km da Tripoli, perduta la padronanza della sua potente macchina, andava a cozzare contro il muricciolo di un giardino. L'automobile filava in quel momento ad una velocità di 180 km all'ora. L'urto è stato tremendo. Sbalzato dal sedile, il valoroso pilota toscano rimaneva ucciso sul colpo».
Il corpo di Gastone Brilli Peri rientrò a Montevarchi nel tardo pomeriggio del 28 marzo e fu allestita una camera ardente nella Chiesa della Misericordia. Mentre in tutta la città le bandiere erano a mezz'asta, il 29 marzo, fu celebrato il funerale al quale partecipò una folla imponente arrivata da Firenze e da tutta l'Italia. Il corpo fu poi trasferito a Firenze, nel cimitero di Trespiano, per essere seppellito nella cappella di famiglia dove lo ricorda un busto in bronzo dello scultore Pietro Guerri.

## Eredità
In memoria del figlio scomparso, con atto di donazione del 29 dicembre 1939, la madre Elisa lasciò la villa di Montevarchi alle suore Calasanziane che la adibirono ad asilo infantile intitolandolo al pilota. La marchesa donò anche una campana alla chiesa di Santa Maria al Giglio.
A Gastone Brilli Peri – che è citato nella canzone Nuvolari di Lucio Dalla e nel film del 1954 Cronache di poveri amanti di Carlo Lizzani – è stato intitolato lo stadio di Montevarchi.
Nel 2023 viene inserito tra gli eletti della Hall of fame dell'Aquila Montevarchi
È il prozio dell'attrice Nancy Brilli.